# Ribeiroia ondatrae
Ribeiroia ondatrae (Looss, 1907) è una specie di trematode della famiglia degli Psilostomatidi.
Si tratta di un parassita creduto responsabile del recente incremento, negli Stati Uniti occidentali, di malformazioni agli arti degli anfibi, in particolare l'assenza, malformazione o aggiunta di zampe posteriori. È stato infatti notato che nelle aree infettate dal R. ondatrae le popolazioni di anfibi con malformazioni agli arti sono molto maggiori rispetto a quelle nelle zone non infette. Le specie note soggette a tale infezione sono Lithobates clamitans, Pseudacris regilla, Lithobates pipiens, Ambystoma macrodactylum, Taricha torosa, Anaxyrus boreas, Rana aurora, Rana luteiventris e Lithobates sylvaticus.